# Glomeris fuscomarmorata
Glomeris fuscomarmorata är en mångfotingart som beskrevs av Lucas 1846. Glomeris fuscomarmorata ingår i släktet Glomeris och familjen klotdubbelfotingar. Inga underarter finns listade i Catalogue of Life.